# Svema

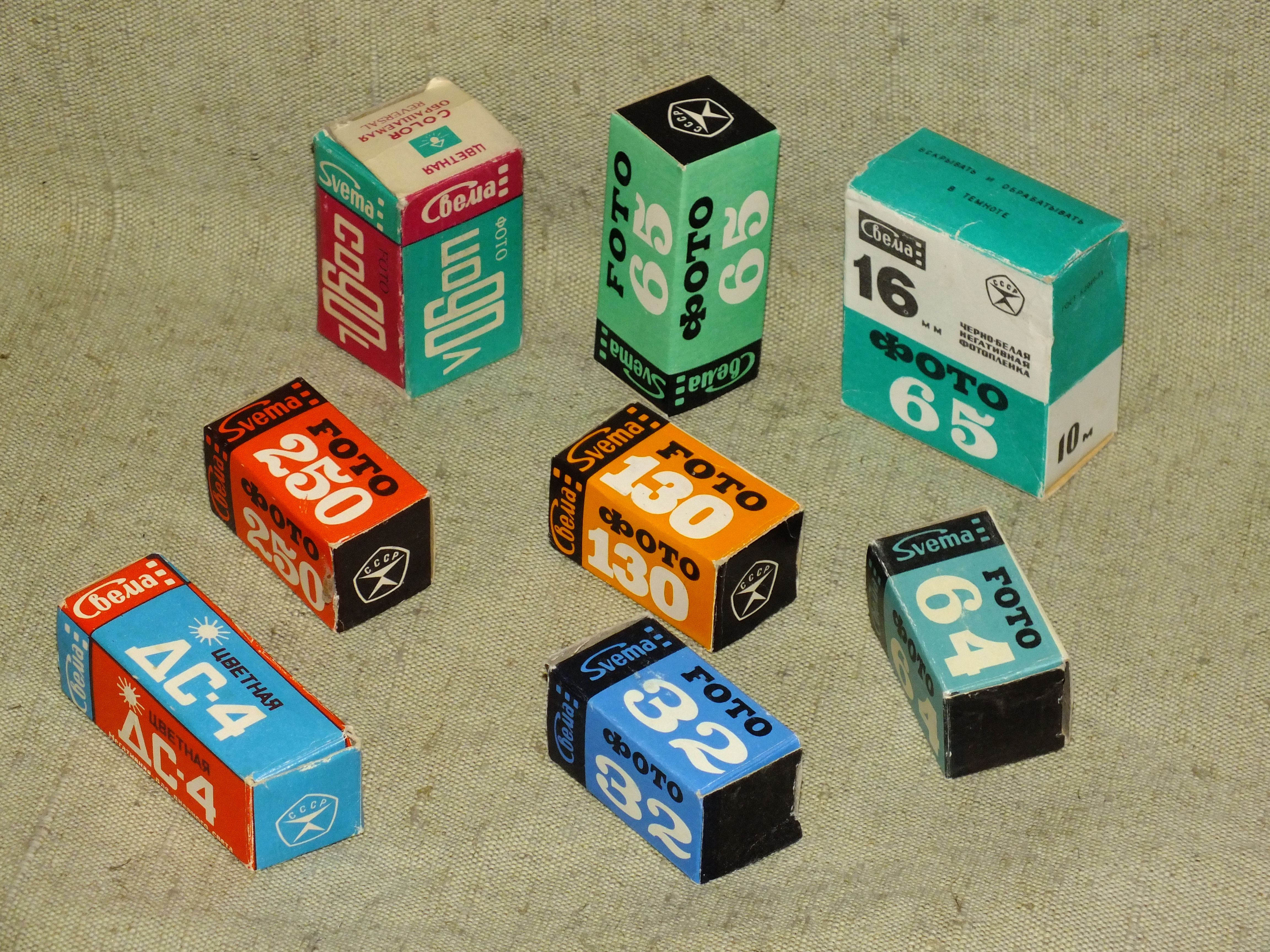
Ausschnitt aus der Produktpalette: Verschiedene, nach ihrer Empfindlichkeit in GOST bezeichnete Schwarzweißfilme sowie je ein Beispiel für Farbumkehrfilm (SO90L; Kunstlicht, ISO 80/20°) und Farbnegativfilm (DS-4; ISO 50/18°).

Svema (russisch/ukrainisch Свема) war der Name des bedeutendsten Herstellers von fotografischen Filmen in der Sowjetunion und ist bis heute das eingetragenes Warenzeichen der Chemischen Werke Schostka, Ukraine. Die Abkürzung steht für СВЕточувствительные МАтериалы/SWEtotschuwstvitel'nye MAterialy, was so viel bedeutet wie lichtempfindliche Materialien.

## Geschichte
Gegründet wurde das Werk in den 1930er Jahren am Standort Schostka, das zu diesem Zeitpunkt seit fast zwei Jahrhunderten Standort der chemischen Industrie war. Die örtliche Pulverfabrik belieferte die Armee des russischen Zaren. In der Sowjetunion genossen die Filme fortan einen sehr guten Ruf. Nach dem Zweiten Weltkrieg wurde das Angebot durch Farbfilm erweitert, hergestellt auf demontierten Agfa-Wolfen Anlagen. Obwohl sowjetische Wissenschaftler die Prozesse des Agfacolor-Verfahrens im Anschluss noch einmal im Detail untersuchten, scheinen hieraus keine wesentlichen Erkenntnisse, die nicht schon in Wolfen bekannt waren, entstanden zu sein. Viele bekannte sowjetische Kinofilme waren auf Svema-Film gedreht und kopiert worden; jedes Kind kannte den Namen des Herstellers als Synonym für fotografischen Film. Nach dem Zerfall der Sowjetunion 1991 wurde das Werk in das Eigentum des ukrainischen Staates überführt, konnte sich aber im Wettbewerb mit westlichen Herstellern von Fotomaterialien nicht behaupten. Die Mitarbeiterzahlen sanken seit Mitte der 1990er Jahre kontinuierlich, mehrere Versuche, das sozialistisch geprägte Unternehmen zu sanieren, schlugen fehl. Seit 2004 ist Svema bankrott. Das Werk ist heute zu großen Teilen verlassen, ehemalige Mitarbeiter haben die technische Ausrüstung der Fabrik illegal verkauft. Eine Wiederaufnahme der Produktion scheint daher ausgeschlossen.

## Produkte
Svema produzierte zu Sowjetzeiten ein breites Angebot verschiedener Filmmaterialien: Kinofilm (schwarzweiß und Farbe), fotografischer Film für nahezu alle privaten, öffentlichen und militärischen Anwendungen, Röntgenfilme waren Bestandteile des Produktionsumfangs. In den letzten Jahren seines Bestehens verringerten sich allerdings Produktpalette und eigene Produktion: Die Schwarzweiß-Filmmaterialien für Hobbyfotografen war zuletzt umverpackte Ausschussware eines osteuropäischen Filmherstellers, die unter der Marke Svema billig vertrieben wurde.